# JiffyDOS
JiffyDOS ist ein serielles Schnellladesystem der Firma Creative Micro Designs, das 1985 entwickelt wurde und die Geschwindigkeit des Ladevorgangs bei der Kombination C64/1541 um den Faktor 6 bis 10 beschleunigt. Es ist ein Floppy-Schnelllader und enthält Kommandoerweiterungen für das Diskettenlaufwerk VC1541.

## Technik
JiffyDOS muss sowohl in die Floppy, als auch in den C64 eingebaut werden. Es handelt sich um einen Speeder des zweiten Typs. Der Einbau ist relativ einfach, allerdings muss in jedem Gerät ein Loch gebohrt werden, um einen Schalter aufzunehmen. Dieser Schalter ermöglicht ein Umschalten auf das alte Betriebssystem. Dieses ist fertig gebrannt auf dem EPROM mit dabei. Dadurch ist das System zu 100 % kompatibel. Für jedes Gerät ist das optimale Betriebssystem mit in der Hardware verbaut. Die Beschleunigung ist für einen seriellen Speeder gut, beim Laden ist die VC1541 damit um den Faktor 10 schneller, das Speichern benötigt nur noch etwa ein Drittel der Zeit. Ähnliche Werte ergeben sich beim Formatieren und Validieren einer Diskette.
Zusätzliche beinhaltet JiffyDOS eine Reihe von Zusatzfunktionen. So sind nicht nur die Funktionstasten vorbelegt und alle Floppybefehle ohne OPEN- und CLOSE-Anweisung erreichbar. Verschiedene Laufwerke lassen sich einfach erreichen, Basic- und ASCII-Dateien können direkt von der Diskette gelistet und Dateien kopiert werden. Weiter unterstützt JiffyDOS als einziger Speeder auch die von Creative Micro Designs stammende Hard Disk und stört auch den GEOS-Betrieb in keiner Weise.

## Unterstützte Hardware
Im Laufe der Jahre wurde JiffyDOS bis zur Version 6.01 im Jahr 1989 weiterentwickelt.
- Unterstützte Computer: VC20, C64[2]/C, SX64, C128/D (für C64- und C128-Modus), C16 und Plus/4
- Unterstützte Diskettenlaufwerke: 1541[2]/C/II, 1571/D/CR und 1581
- CMD FD-2000, die CMD-HD-Festplatten sowie neue Hardware (SD2IEC) unterstützten JiffyDOS von Haus aus
- Unterstützung von CMD-SuperCPU und CMD-RAMLink